# 김성일 (야구인)
김성일(金星一, 1967년 5월 3일 ~ )는 전 KBO 리그 야구 선수의 투수이다.

## 출신학교
- 1983년 ~ 1985년 : 서울고등학교
- 1986년 ~ 1989년 : 한양대학교 (1986학번)